# Batrachostomus harterti
Batrachostomus harterti е вид птица от семейство Podargidae. Видът е почти застрашен от изчезване.

## Разпространение
Видът е разпространен в Индонезия и Малайзия.